# Olivier Visentin
Pour les articles homonymes, voir Visentin.
Olivier Visentin est un comédien québécois d'origine française, né à Montréal le 28 novembre 1974, spécialisé dans le doublage. Il est surtout connu comme étant la voix de Jonah Hill au Québec.
Il a commencé dans le domaine du doublage à l'âge de 13 ans avec le film The Gate (La Fissure) sorti en 1987.

## Doublage

### Cinéma
- Larry Bagby : Ernie / "Ice" - Hocus Pocus
- Jason Biggs :
  - James « Jim » Levenstein - Folies De Graduation
  - James « Jim » Levenstein - Folies De Graduation 2
  - James « Jim » Levenstein - Folies De Graduation : Le Mariage
  - James « Jim » Levenstein - Folies De Graduation : La Réunion
  - Dustin - La Copine de mon ami
- Ken Hudson Campbell : Max Lennert - Armageddon
- Cam Clarke : Chien brun - Underdog, chien volant non identifié
- Paddy Considine : l'Inspecteur Andy Wainwright - Hot Fuzz
- David Creamer : Ken Burns - Et au milieu coule une rivière
- Brendan Fehr :  George Waggner - Destination finale
- Michael J. Fox :
  - Chance - L'Incroyable Voyage
  - Chance - L'Incroyable Voyage II : À San Francisco
- Josh Gad : Miles Connolly - Las Vegas 21
- Raushan Hammond :  Thud Butt  - Hook ou la Revanche du capitaine Crochet
- Rasmus Hardiker : Courtney - Votre Majesté
- Elden Henson : Fulton Reed - Les Petits Champions
- Jonah Hill :
  - Sherman Schrader - Admis à tout prix
  - Eugene - Evan tout-puissant
  - Matthew, le serveur - Oublie Sarah Marshall
  - Frank - L'invention du mensonge
  - Aaron Green - 72 Heures
  - Snotlout - Dragons (How To Train Your Dragon)
  - Brandon, le gardien du Smithsonian - Une Nuit au Musée : La Bataille du Smithsonian
  - Cyrus à 21 ans - Cyrus
  - Barry - Grandma's Boy
  - Leo Koenig - Funny People
  - Donnie Azoff - Le Loup de Wall Street
- Meat Loaf : Robert "Bob" Paulson - Fight Club (film
- Danny McBride : 
  - Red -  Délire Express
  - Will Stanton -  Le Monde (presque) perdu
- Stephen McCole : Gavin Vernon Stone of Destiny
- Chris Marquette : Pope - La Montagne ensorcelée
- Zak Orth : Grégory -  Roméo + Juliette
- Jeff Pidgeon : Bile (Bill) - Monstres et Cie
- Andy Richter : Eugène Wilson - Docteur Dolittle 2
- William Lee Scott : Toby - 60 secondes chrono
- Chris Tallman : DJ - Rescue Dawn
- Ryan Toby :  Westley Glen "Ahmal" James - Sister Act, acte 2
- Nate Torrence : Lloyd - Max la Menace
- Shane Vajda : Moose -  Air Bud 3
- Johnny Vegas : Sackville - Rochester, le dernier des libertins

### Films d'animation
- Zach Braff : Petit Poulet - Chicken Little
- Steve Schirripa : Roberto - Les Rebelles de la forêt 2
- Peter Sohn : Émile - Ratatouille (film)
- Bruce Dinsmore : Binky - Arthur, Pal a disparu!
- ? : Pelote d'épingles - Le Lion d'Oz
- ? : Fulton Reed - Mighty Ducks, le film
- ? : Gha Machkt - Star Wars: The Clone Wars
- ? : Le boulanger - Cendrillon 2
- Jamal Mixon : Ezee - Drôles d'oiseaux

### Séries d'animation
- Défis extrêmes (Le retour à l'île et Les étoiles des défis extrêmes) : Cameron
- Eyeshield 21 : Ryôkan Kurita
- American Dad! : Barry Robinson

### Jeux vidéo
- 2013 : Assassin's Creed IV Black Flag : Stede Bonnet

### Télévision
- 2009 : Pawn Stars : Corey Harrison